# Hotel Metropole (Stettin)
Koordinaten: 53° 25′ 18,1″ N, 14° 33′ 21,6″ O
Das Hotel Metropole war ein Stettiner Hotel, das sich zwischen den Jahren 1901–1945 an der Ecke der heutigen Świętego-Ducha-Straße und der Podwale-Straße, in der Altstadt, im Stadtteil Śródmieście befand.

## Geschichte
Das Hotel Metropole wurde zwischen 1900 und 1901 in der damaligen Heiligegeiststraße 7b (heute Świętego-Ducha-Straße) erbaut. Es hatte insgesamt 100 Zimmer und war eines der größten  des damaligen Stettins. Den Gästen standen ein  Schwimmbad, ein Restaurant und Parkplätze  zur Verfügung.

## Beschreibung
Das Hotel Metropole war ein vierstöckiges Eckgebäude mit einem ausgebauten Dachgeschoss. Der Flügel auf der Seite der Heiligegeiststraße war in sieben, die kürzere  Seite der Schneckentorstraße in sechs Achsen unterteilt. Die Fassade des ersten und zweiten Stocks wurde mit Bossenwerk verziert, die  oberen Stockwerke wurde durch Gesimsen geteilt. Der Haupteingang befand sich an der Ecke des Gebäudes, das mit einem Helm mit Spitze versehen war.
Das Haus wurde bei der Bombardierung von Stettin zerstört. Nach dem Krieg wurden seine Trümmer beseitigt und die dadurch entstandene leere Fläche wurde für einen provisorischen Busparkplatz zur Verfügung gestellt.

## Interessante Fakten
Ende Januar 1907 übernachtete im Hotel Metropole Ida Altmann, eine deutsche Akteurin der proletarischen Frauenbewegung. Am 21. Januar 1907 schickte sie von diesem Hotel aus einen Brief an ihren Freund und zukünftigen Ehemann, Jager Bronn.